# Сан-Пьетро-Авеллана
Сан-Пьетро-Авеллана (итал. San Pietro Avellana) — коммуна в Италии, располагается в регионе Молизе, в провинции Изерния.
Население составляет 662 человека (2008 г.), плотность населения составляет 15 чел./км². Занимает площадь 45 км². Почтовый индекс — 86088. Телефонный код — 0865.
Покровителями коммуны почитаются святые апостолы Пётр и Павел, празднование 29 июня.

## Демография
Динамика населения:

## Администрация коммуны
- Официальный сайт: http://www.comune.sanpietroavellana.is.it/